# نهائي كأس فلسطين 2020
ألغيت البطولة أو ألغيت المباراة النهائية بسبب عدم لعب كأس فلسطين لأندية الضفة الغربية ولعبت فقط كأس فلسطين لقطاع غزة 2019–20 وفاز بها شباب رفح ، وألغيت بسبب فيروس كورونا.

## الفرق
| الفريق   | الوصول                                 | مشاركة سابقة (الخط الغليظ يشير إلى بطل تلك النسخة) |
| -------- | -------------------------------------- | -------------------------------------------------- |
| شباب رفح | بطل (كأس فلسطين لقطاع غزة 2019–20)     | (2017)                                             |
| ??       | بطل (كأس فلسطين للضفة الغربية 2019-20) | ??                                                 |

## المباريات

### الذهاب
| شباب رفح | ضد | ?? |
| -------- | -- | -- |
|          |    |    |

### الإياب
| ?? | ضد | شباب رفح |
| -- | -- | -------- |
|    |    |          |